# Volver a Empezar (movimiento político)
Volver a Empezar (VAE) es un movimiento nacional mexicano de inclinación democrática y social, surgido del Partido Acción Nacional y creado el 22 de mayo de 2010 por el expresidente nacional del mismo partido, Manuel Espino. Agrupa a militantes y simpatizantes de ese partido, así como a ciudadanos “comprometidos con dar dimensión ética a la política y reivindicarla como una actividad de servicio ordenado al bien común.”

## Creación
Manuel Espino fundó el movimiento “Volver a Empezar” con la intención de sanear la labor política dentro y fuera de su partido. Espino declaró que,  "tenemos el deber de convertirnos en un factor de unidad y de reconciliación, al interior de Acción Nacional y en la vida política mexicana en general".

## Misión
En la inauguración del movimiento, Espino afirmó que los objetivos de "Volver a Empezar" son “promover una política basada en principios, que respete la pluralidad de la sociedad y que haga de los partidos instrumentos de la sociedad y no de quienes ejercen el poder. Además promover que se privilegien las coincidencias y no los diferendos, para cerrar el paso a las guerras sucias en las campañas electorales y a la diatriba, al insulto y al agravio”.
 “Procurar la justicia social, coadyuvar a consolidar la democracia desde la unidad nacional, y animar la concertación entre la sociedad y el Estado, para salvaguardar a México de los riesgos de regresión política hacia modelos autoritarios de poder.”

## Método
Una de las principales doctrinas que caracterizan al movimiento es la creencia en que la sociedad, capaz de grandes logros, se ha desviado y necesita corregir su rumbo hacia la participación ciudadana y la afirmación de “nuestros principios y valores originarios”. De ahí la necesidad (y el nombre) de volver a empezar.
 “La promoción permanente de la participación ciudadana con tolerancia y respeto a quienes piensan diferente. Ciudadanizar la política y despartidizar al Estado es una tarea que consideramos necesaria y que desplegamos desde el diálogo con todos los actores políticos y sociales. Así, buscamos privilegiar las coincidencias por encima de las naturales diferencias de opinión y de visión — que son propias de nuestra pluralidad social.”

## Acción
“Nuestros ámbitos de acción son el social y el político, en ambos trabajamos para crear condiciones de oportunidad para los ciudadanos. En el primero pugnamos por la vertebración social desde la organización comunitaria para la acción solidaria. En el segundo, promovemos que a la responsabilidad de gobierno lleguen ciudadanos con un elevado compromiso social y con visión de Estado, dispuestos a servir a los intereses de la Nación antes que a los intereses particulares, de grupo o de partido.”